# Узких, Николай Артемьевич
Николай Артемьевич Узких (1924, Челябинская область — 27.03.1945) — наводчик орудия 108-го стрелкового полка, сержант — на момент представления к награждению орденом Славы 1-й степени.

## Биография
Родился осенью 1924 года в селе Юго-Конёво на территории современного Каслинского района Челябинской области (снесено в 1957 г. после аварии на ПО «Маяк»),  в крестьянской семье. В 1932 году вместе с родителями переехал в поселок Полевской, город Свердловской области. Здесь окончил школу, с марта 1942 года работал кучером на криолитовом заводе.
В августе 1942 года был призван в Красную Армию. С того же времени на фронте. Член ВКП с 1943 года. К лету 1944 года сержант Узких был наводчиком орудия 308-го стрелкового полка 98-й стрелковой дивизии.
24 августа 1944 года в бою за город Эльва сержант Узких ведя огонь прямой наводкой подавил 4 пулеметные точки и рассеял до взвода пехоты противника. 27 августа при форсировании реки Эмайыга орудийным огнём нанес противнику урон в боевой технике и живой силе.
Приказом от 6 сентября 1944 года сержант Узких Николай Артемьевич награждён орденом Славы 3-й степени.
5 января 1945 года в районе населенного пункта Гриезе при отражении контратак противника сержант Узких со своим расчетом поразил не менее 10 вражеских солдат, подбил штурмовое орудие «Фердинанд» и сжег 2 бронетранспортера.
Приказом от 27 января 1945 года сержант Узких Николай Артемьевич награждён орденом Славы 2-й степени.
15 марта 1945 года в бою за город Обер-Глогау, сержант Узких возглавляя расчет, подавил 3 пулеметные точки, уничтожил около 10 противников, захватил в плен нескольких пехотинцев. За эти бои был представлен к награждению орденом Славы 1-й степени.
Погиб в бою 27 марта 1945 года.
Указом Президиума Верховного Совета СССР от 27 июня 1945 года за образцовое выполнение заданий командования в боях с захватчиками сержант Узких Николай Артемьевич награждён орденом Славы 1-й степени. Стал полным кавалером ордена Славы.
Награждён орденами Славы 3-х степеней, медалью «За отвагу».
В городе Полевской на здании школы, в которой учился Н. А. Узких, установлена мемориальная доска.